# Nycteris arge
Nycteris arge (Thomas, 1903) è un pipistrello della famiglia  diffuso nell'Africa subsahariana.

## Descrizione

### Dimensioni
Pipistrello di piccole dimensioni, con la lunghezza totale tra 96 e 125 mm, la lunghezza dell'avambraccio tra 39 e 46 mm, la lunghezza della coda tra 44 e 62 mm, la lunghezza del piede tra 9 e 11 mm, la lunghezza delle orecchie tra 25 e 34 mm e un peso fino a 11,5 g.

### Aspetto
La pelliccia è lunga, arruffata e lanuginosa. Le parti dorsali sono marroni, bruno-rossastre o marroni scure, talvolta color paglierino sulla fronte tra le orecchie fino alla base esterna delle orecchie, mentre le parti ventrali sono più chiare. In alcuni esemplari sono presenti delle macchie biancastre o marroni chiare. Il muso è privo di peli, rosa e con un solco longitudinale che termina sulla fronte in una profonda fossa. Le orecchie sono bruno-nerastre, enormi, larghe, con l'estremità arrotondata ed unite anteriormente alla base da una sottile membrana. Il trago è piccolo, arrotondato e con una leggera concavità a metà del bordo posteriore. Le membrane alari sono bruno-nerastre. Gli arti inferiori sono lunghi e sottili, i piedi, le dita e gli artigli sono molto piccoli. La coda è lunga, con l'estremità che termina con una struttura cartilaginea a forma di T ed è inclusa completamente nell'ampio uropatagio.

### Ecolocazione
Emette ultrasuoni sotto forma di impulsi di breve durata a frequenza modulata tra 16 e 107 kHz. Sono presenti da 3 a 5 armoniche.

## Biologia

### Comportamento
Si rifugia singolarmente o in gruppi di 2-3 individui, composti frequentemente da un paio di adulti con il loro piccolo o da due maschi, nelle cavità degli alberi vicino alla base del tronco, tronchi abbattuti e talvolta in piccole grotte, canali d'irrigazione ed edifici abbandonati.

### Alimentazione
Si nutre di insetti catturati in prossimità del suolo nel sottobosco della foresta.

### Riproduzione
Femmine gravide sono state catturate a marzo, maggio e da luglio ad ottobre. Femmine che allattavano sono state catturate maggio e fine agosto Danno alla luce un piccolo alla volta all'anno.

## Distribuzione e habitat
Questa specie è diffusa nell'Africa subsahariana, in Guinea, Liberia, Sierra Leone, Costa d'Avorio, Ghana meridionale, Togo sud-occidentale, Nigeria sud-orientale, Camerun meridionale, Gabon settentrionale, Rio Muni, isola di Bioko, Congo, Repubblica Democratica del Congo, Ruanda, Burundi occidentale, Sudan del Sud, Uganda occidentale, Kenya sud-occidentale, Tanzania settentrionale e Angola meridionale.
Vive nelle foreste pluviali pianeggianti, foreste costiere, foreste miste a savana, foreste montane, foreste di palude, relitte e a galleria, boschi d'Acacia-Commiphora e di miombo e nelle piantagioni, particolarmente di cacao.

## Conservazione
La IUCN Red List, considerato il vasto areale e la popolazione presumibilmente numerosa, classifica Nycteris arge come specie a rischio minimo (Least Concern).